# 1040 Fifth Avenue
1040 Fifth Avenue (conocido informalmente como 10 40) es una cooperativa de viviendas residenciales de lujo en el Upper East Side de Manhattan, Nueva York. Fue diseñado por Rosario Candela e inaugurado en 1930. Tiene 17 pisos y mide 57,39 metros de altura.

## Descripción
1040 es uno de los edificios de apartamentos revestidos de piedra caliza más altos de la Quinta Avenida. La estructura de 18 pisos tiene una de las líneas de techo más distintivas de la avenida. La entrada con dosel tiene puertas de hierro fundido y un extenso paisaje de acera.La fachada, que ha tenido muchas reparaciones, es relativamente sencilla excepto por varias caras esculpidas en el quinto piso. El gran edificio tiene solo 27 apartamentos y ha tenido muchos residentes prominentes, incluida la fallecida Jacqueline Kennedy Onassis. Esta compró un ático en el piso 15 en 1964 y vivió allí durante treinta años hasta su muerte en 1994.
El techo asimétrico, retranqueado y revestido de ladrillo amarillo pálido, tiene varios arcos altos cuyas aberturas se corresponden con enormes ventanales a finales de la década de 1990 en una remodelación del ático. El diseño de la azotea es algo similar al techo de Ten Gracie Square, que fue erigido el mismo año y diseñado por Van Wart & Wein con Pennington & Lewis.
El crítico de arquitectura Paul Goldberger describe el 1040 de la Quinta Avenida como uno de "los grandes edificios de apartamentos de la década de 1920".